# Елин, Георгий Константинович
Георгий Константинович Елин (1909, Забайкальский край — 18.04.1945) — советский военнослужащий, участник Великой Отечественной войны, полный кавалер ордена Славы, помощник командира минометного взвода 440-го стрелкового полка 64-й стрелковой дивизии, старший сержант.

## Биография
Родился в 1909 году в селе Нижние Куларки (ныне — Сретенского района Забайкальского края). Окончил 7 классов. Работал в колхозе им. Погадаева в своем селе, с 1936 года — бригадиром.
24 июня 1941 года призван в Красную Армию Усть-Карским райвоенкоматом Читинской области. В действующей армии с сентября 1941 года. Воевал на Западном, 2-м и 3-м Белорусских фронтах. Член ВКП с 1943 года. К августу 1944 года младший сержант Елин командовал стрелковым отделением 440-го стрелкового полка 64-й стрелковой дивизии.
24 августа 1944 года в районе населенного пункта Снядово младший сержант Елин с отделением выполняя задачу по разведке переднего края обороны противника, обнаружил минометную батарею и 3 пулеметные точки, которые затем огнём артиллерии были накрыты. При отражении 3 контратак противника уничтожил свыше 10 вражеских солдат и офицеров.
Приказом от 20 сентября 1944 года младший сержант Елин Георгий Константинович награждён орденом Славы 3-й степени.
23 января 1945 года в бою у населенного пункта Суха помощник командира минометного взвода старший сержант Елин поразил до 10 противников и пулемет.
Приказом от 4 марта 1945 года старший сержант Елин Георгий Константинович награждён орденом Славы 2-й степени.
18 апреля 1945 года во время боев за овладение населенным пунктом Ушецинов старший сержант Елин метким огнём своего миномета, поддерживая наступающую пехоту, подавил две пулемётные точки противника. Искусно маневрируя и умело выбирая огневые позиции для своего миномёта уничтожил до 40 противников, чем каждый раз способствовал успешному отражению вражеских атак.
В тот же день, 18 апреля, погиб в бою. Был похоронен на южной окраине города Цибинген.
Указом Президиума Верховного Совета СССР от 15 мая 1946 года за образцовое выполнение заданий командования в боях с захватчиками старший сержант Елин Георгий Константинович награждён орденом Славы 1-й степени. Стал полным кавалером ордена Славы.
Награждён орденами Красной Звезды, Славы 3-х степеней, медалью.
Имя Елина увековечено в мемориале павшим в селе Нижние Куларки.